# Marielle Bousquet-Rollet
Pour les articles homonymes, voir Bousquet et Rollet.
Marielle Bousquet-Rollet est une joueuse française de volley-ball née le 5 avril 1985 à Béziers (Hérault). Elle mesure 1,74 m et joue libero.

## Clubs
| Club                              | Pays   | De        | À         |
| --------------------------------- | ------ | --------- | --------- |
| Gazélec Béziers Volley-Ball       | France | 2001-2002 | 2005-2006 |
| Stade Français-Saint-Cloud        | France | 2007-2008 | 2010-2011 |
| Istres Ouest Provence Volley-Ball | France | 2011-2012 | 2012-2013 |
| ASPTT Mulhouse Volley             | France | 2013-2014 | 2015-2016 |
| Pays d'Aix Venelles VB            | France | 2016-2017 | …         |